# Tallbarksmal
Tallbarksmal (Elatobia fuliginosella) är en fjärilsart som beskrevs av Friederike Lienig och Philipp Christoph Zeller 1846. Tallbarksmal ingår i släktet Elatobia och familjen äkta malar. Enligt den finländska rödlistan är arten sårbar i Finland. Enligt den svenska rödlistan är arten sårbar i Sverige. Arten förekommer på Gotland och Svealand samt tillfälligtvis även i Götaland. Artens livsmiljö är torra och karga moar. Inga underarter finns listade i Catalogue of Life.